# Гушан (район)
Район Гушан (кит. трад. 鼓山區, пиньинь Гьшань Цу; Уэйд-Джайлс: Ку3-шань1 Чу1) — район города Гаосюн, Тайвань.

## Административные подразделения
Район состоит из Гуфэн, Сюнфэн, Цяньфэн, Гуанрон, Миньцзу, Нэйвэй, Цзяньго, Чжунчжэн, Цзыцзян, Лунцзин, Чжэнде, Пинхэ, Миньцзян, Хошэн, Лунцзы, Луншуй, Минчэн, Хуафэн, Юйсин, Юйфэн, Гуянь, Шудэ, Баошу, Синьцзун, Гуанхуа, Шанься, Хэбянь, Лучуань, Деншань, Феннань, Лисин, Синьминь, Яньпин, Вэйшен, Хуянь, Шушань, Шаочуаньтоу и деревня Таоюань.

## Политика
Представителем Гушаня в городском совете является Ли Цзяо-жу.

## Образование

### Университеты
- Национальный университет Сунь Ятсена

### Школы
- Доминиканская международная школа Гаосюн

## Туристические достопримечательности
- Храм Гушань Дайтянь
- Бывшее британское консульство в Такао
- Хамасинг
- Железнодорожный музей Такао
- Бывший банк Санхэ
- Бывший книжный магазин Ямагатая
- Торговое здание Хамасена[2]
- Ассоциация возрождения Такао[3]
- Синбин Олд-стрит
- Зал Гаосюн Удэ
- Центр Красного Креста для детей (Бывшая Японская патриотическая женская ассоциация)
- Гаосюн Портовый склад № 2 (бывшая рыбацкая пристань Гаосюна)
- Музей гавани Гаосюна
- Музей Хамасен Тайваньской железной дороги
- Арт-центр «Пирс-2»
- Северные ворота города Сюн
- Иностранное кладбище Такао[4]
- Храм мучеников Гаосюна
- Храм Лунцюань
- Гора Шоу
- Зоопарк Шоу Шань
- Sizihwan
- Туннель Сизихван
- Историческая резиденция Семьи Ли
- Гаосюн Музей изобразительных искусств

## Транспорт

### Железная дорога
- Железнодорожная станция Нэйвэй

### Система быстрого транзита (лёгкие поезда)
Гушан обслуживается станцией Сизихван Оранжевой линии и станцией Аозихди Красной линии КМРТ.

### Вода
Паром Cijin курсирует между районом Гушан и районом Цицзинь государственной компанией Gaohsiung Haboursteam (高公公司) с 6:00 утра до полуночи по цене билета в один конец 10 Новых тайваньских долларов.

## Известные уроженцы
- Чу Син-ю, член Законодательного юаня (1993—2005)
- Хуан Фэй, певица